# Тайтао
Тайта́о — півострів у Південній Америці, на півдні Чилі, вдається в Тихий океан. Довжина 124 км, ширина до 115 км, висота до 1200 м. Прилягає до Патагонських Анд низовинним перешийком Офкі. Численні фіорди, древньольодовикові форми рельєфу. Гірські вічнозелені ліси (гемігілея).